# Кусем
Кусе́м (рос. Кусем) — село у складі Адамовського району Оренбурзької області, Росія.

## Населення
Населення — 343 особи (2010; 413 у 2002).
Національний склад (станом на 2002 рік):
- казахи — 92 %